# LASK Ladies
Die LASK Ladies sind ein österreichischer Frauenfußballverein aus der oberösterreichischen Landeshauptstadt Linz und spielten in der Saison 2010/11 in der 2. Frauenliga Mitte/West, der zweithöchsten Spielklasse im österreichischen Frauenfußball. Gegründet wurden die LASK Ladies im Jahr 2004 als Frauenfußballsektion des Traditionsvereins LASK. Die Wurzeln reichen zurück bis hin zur Gründung des Vorgängerverein Ladies Soccer Club Linz im Jahr 2002.

## Geschichte

### Geschichte des Ladies Soccer Club Linz
Der Verein wurde im Sommer 2002 von Klaus Lindenberger, einem langjährigen Tormann der österreichischen Nationalmannschaft und des LASK, unter dem Namen Ladies Soccer Club Linz (kurz LSC Linz) gegründet. Lindenberger war auch erster Präsident des in der Bürgerstraße ansässigen Klubs. Die Vereinsfarben des Frauenfußballvereins wurden bei der Gründung mit Rot und Weiß festgelegt. Die Heimspiele wurden auf der Sportanlage des Oberösterreichischen Fußballverbandes im Stadtteil Neue Heimat ausgetragen.
Ihre ersten Erfolge feierten die Damen des LSC nach einer schwierigen Startphase bereits in der Auftaktsaison 2002/03 in der 2. Division Mitte. Als bestes Team des Frühjahrsdurchgangs und bestplatzierte Mannschaft des Landesverbandes Oberösterreich (3. Rang vor SV Garsten) gewannen die Linzerinnen den ersten Landesmeistertitel für den Verein und holten auch den oberösterreichischen Landespokal. In der Saison 2003/04 konnte der LSC Linz erneut den dritten Tabellenplatz belegen, der Landesmeistertitel ging jedoch an den Ligameister aus Garsten.

### Gründung und Aufstieg der LASK Ladies
Auf Initiative Klaus Lindenbergers gründete im Jahr 2004 der bis dahin ausschließlich Herrenfußball betreibende Traditionsverein LASK eine eigene Frauenfußballsektion mit dem Namen LASK Ladies. Der Spielbetrieb des Ladies Soccer Club Linz wurde nach Beendigung der Saison 2003/04 offiziell eingestellt und sämtliche Spielerinnen einvernehmlich von den neuen LASK Ladies übernommen.
Im Premierenjahr feierten die LASK Ladies sogleich mit zehn Punkten Vorsprung den Titelgewinn vor dem USK Hof in der 2. Division Mitte. Die Linzerinnen qualifizierten sich damit erstmals für die Relegationsspiele zur ÖFB-Frauenliga, scheiterten jedoch in beiden Spielen am Ostligameister SV Gloggnitz (1:4 auswärts, 2:3 heim). In der Saison 2005/06 errangen die LASK Ladies mit zwei Punkten Rückstand auf die B-Mannschaft des Stadtkonkurrenten Union Kleinmünchen und punktegleich mit dem USK Hof den Vizemeistertitel der zweiten Division. Aufgrund der besseren Tordifferenz gegenüber Hof waren die Linzerinnen für die Relegationsspiele um den Aufstieg in die ÖFB-Frauenliga berechtigt. Nach zwei Siegen über den ASV St. Margarethen im Lavanttal (2:0 auswärts, 3:1 heim) feiern die Linzerinnen unter ihrem Trainer Manfred Rigler damit in der Saison 2006/07 ihr Debüt in der höchsten österreichischen Frauenspielklasse, mussten jedoch nach einem Jahr wieder absteigen. Im Sommer 2007 wurde eine Mädchenmannschaft gegründet (LASK Girls), die in ihrer ersten Saison 2007/08 bereits Vizemeister der Mädchenliga wurden.

## Titel und Erfolge

### Ladies Soccer Club Linz
- 1 × Oberösterreichischer Landesmeister: 2003
- 1 × Oberösterreichischer Landespokalsieger: 2003
- 2 × 3. Rang in der 2. Division Mitte: 2003, 2004

### LASK Ladies
- 1 × Teilnahme Erste Liga: 2007
- 1 × Zweitligameister: 2005
- 1 × Zweitliga-Vizemeister: 2006 (Aufstieg)
- 1 × Oberösterreichischer Landesmeister: 2005

### LASK Girls
- 1 × Mädchenliga-Vizemeister 2008

## Bekannte Spielerinnen
- Sonja Stollnberger
- Fabiana Pamminger